# Jo Swinson
Joanne Kate Swinson (Glasgow, 5 de febrero de 1980) es una política británica, líder de los Liberal Demócratas entre julio y diciembre de 2019. También fue miembro del parlamento por East Dunbartonshire en la Cámara de los Comunes. Fue elegida por primera vez en las elecciones generales de 2005 y en 2015 fue vencida por el Partido Nacional Escocés en su circunscripción. Swinson recuperó su escaño en las elecciones generales de 2017 y lo perdió de nuevo al Partido Nacional Escocés en las elecciones generales de 2019.
Entre 2005 y 2009, fue la miembro más joven de la Cámara de los Comunes.